# Departament d'Usulután
Usulután és un departament de la regió oriental del Salvador i el més extens del país (2.130,44 km²). Fou creat el 22 de juny de 1865 i hi estan censades més de 450.000 persones (tot i que, en general, els censos del país tenen mancances importants).
La seva capital administrativa és la ciutat d'Usulután, que fou fundada pels lenques i més tard conquistada pels pipils.
El seu nom prové del lenca Uxulvotan.

## Municipis que conformen el departament
1. Alegría
2. Berlín
3. California
4. Concepción Batres
5. El Triunfo
6. Ereguayquín
7. Estanzuelas
8. Jiquilisco
9. Jucuapa
10. Jucuarán
11. Mercedes Umaña
12. Nueva Granada
13. Ozatlán
14. Puerto El Triunfo
15. San Agustín
16. San Buenaventura
17. San Dionisio
18. San Francisco Javier
19. Santa Elena
20. Santa María
21. Santiago de María
22. Tecapán
23. Usulután

## Història
El departament fou creat el 22 de juny de 1865.
El 14 de juliol de 2009, el president d'El Salvador, Mauricio Funes nomenà a l'empresari d'origen palestí Carlos Jacobo Hándal Hasbún com a governador departamental d'Usulután.